# Sony Ericsson K790c
K790c是索尼爱立信公司于2006年7月底面向中国大陆市场投放的一款娱乐手机，其是K800i的中国大陆版本。
做为索爱06年的旗舰机型，K790c具备了320万像素的摄相头，BestPic®优拍功能，专业氙气闪光灯，防红眼，防抖动，16倍数码变焦，以及Cybershot拍摄界面。索尼爱立信继05年成功的把Walkman品牌注入到手机当中之后，又将索尼的另一经典品牌Cyber-shot印在了索爱手机的身上。在中国大陆GSM手机阵营中其主要的竞争对手是诺基亚N73和三星的D908。